# Joanna Wiśniewska
Joanna Wiśniewska, född den 24 maj 1972, är en polsk friidrottare som tävlar i diskuskastning.
Wiśniewska deltog vid både VM 1999 och 2001 utan att ta sig vidare från kvalet. Hennes första internationella final var EM 2002 då hon slutade på en nionde plats. Vid OS 2004 var hon i final och blev då tia. Därefter följde två tolfte platser från VM 2005 och EM 2006. Hennes dittills bästa placering nådde hon vid VM 2007 då hennes 61,35 räckte till en sjätte plats.
Hon misslyckades vid både OS 2008 och VM 2009 att ta sig vidare till finalomgången. Däremot blev hon vid EM 2010 bronsmedaljör efter ett kast på 62,37 meter.

## Personligt rekord
- Diskuskastning - 63,97 meter från 1999